# Джеймс, Эмма
Эмма Джеймс (англ. Emma James, род. 7 сентября 1976, Сидней) — австралийская профессиональная велогонщица.

## Карьера
Эмма Джеймс — учёный-эколог. Но она решила попробовать свои силы в профессиональном велоспорте и соревноваться с элитой профессионального велоспорта. Она провела два года в итальянской команде Австралийского института спорта (AIS), после чего в 2004 году подписала полноценный профессиональный контракт, сначала с командой SATS, а затем с Bik Gios. Её товарищами по команде в первом профессиональном сезоне 2004 года были норвежка Анита Вален, австралийка Рошелль Гилмор, канадка Манон Ютрас, англичанка Сара Симингтон, американка Мередит Миллер и датчанки Трине Хансен и Метте Андерсен.

## Достижения

### Шоссе
Источник: 
2002
- Тур Лимузена
- 3-й этап Тура Сноуи
- 3-й этап Трофи д’Ор
- 2-я на Трофи д’Ор
- 3-я на Чемпионате Австралии — групповая гонка

2003
- 2-я на Туре Лимузена

2004
- 3-й этап Bay Classic
- 3-я на Туре Лимузена

### Статистика выступления наГранд-турах
| Гонка / Год          | 2001 | 2002 | 2003 | 2004 |
| -------------------- | ---- | ---- | ---- | ---- |
| Гранд Букль феминин  | DNF  | 51   | 18   | —    |
| Тур де л'Од феминин  | —    | DNF  | 61   | —    |
| Джиро д’Италия Донне | —    | 42   | 54   | 83   |